# A Wyomingi Egyetem nevezetes személyeinek listája
Az alábbi listán a Wyomingi Egyetem nevezetes hallgatói és oktatói szerepelnek. A hallgatók között azok is láthatók, akik az intézménybe jártak, de nem szereztek diplomát.

## Oktatók
- Allan Arthur Willman, zeneszerző[1]
- Aven Nelson, rektor[2]
- Ana Paula Höfling, táncoktató[3]
- Elizabeth O. Sampson Hoyt, író[4]
- Gale W. McGee, szenátor, történész[5]
- Glen Rebka, a fizikai tanszék igazgatója[6]
- Kenneth Sims, izotópkutató[7]
- Merav Ben-David, az Állattani Tanszék igazgatója[8]
- Randi Martinsen, a kőolaj-geológiai szövetség elnöke[9]
- Robert Russin, szobrász[10]
- Samuel Howell Knight, földrajzoktató[11]

## Hallgatók

### Művészet és szórakoztatóipar
- Chancey Williams, countryénekes[12]
- Curt Gowdy, sportkommentátor[13]
- Karyl McBride, író és párkapcsolati terapeuta[14]
- Harold Garde, absztrakt művész[15]
- Penny Wolin, fotóművész[16]
- Rodger McDaniel, ügyvéd[17]
- Steve Cochran, színész[18]
- Vong Csiu-tak, szaxofonos[19]
- Wayde Preston, színész[20]

### Politika
- Alan Simpson, szenátor[21]
- Bob Nicholas, ügyvéd[22]
- Clifford Hansen[23]
- Cynthia Lummis, szenátor[24]
- Daniel L. Kinnaman[25]
- Dave Freudenthal, Wyoming kormányzója[26]
- David N. Hitchcock, ügyvéd[27]
- Douglas K. Bryant[27]
- Dick Cheney, az USA alelnöke[28]
- Eli Bebout[29]
- Floyd Esquibel[30]
- Gail D. Zimmerman, oktató[31]
- Harry L. Harris[32]
- Jim Anderson[33]
- Joe Hickey, bíró[34]
- John Frullo[35]
- Joseph Meyer, Wyoming államügyésze[36]
- Leonard McEwan, bíró[37]
- M. Margaret McKeown, ügyvéd[38]
- Mary Mead, üzletasszony[39]
- Matt Mead, üzletember[40]
- Owen Petersen[41]
- Pete Simpson, tanügyi ügyintéző[42]
- Rodney Anderson[43]
- Tom Lubnau, a wyomingi képviselőház elnöke[44]

### Sport
- Aaron Elling, amerikaifutball-játékos[45]
- Adam Goldberg, amerikaifutball-játékos[46]
- Art Howe, baseballjátékos[47]
- Bill Quayle, atlétikai igazgató[48]
- Billie Sutton, rodeós[49]
- Charles Bradley, kosárlabdázó[50]
- Chris Prosinski, amerikaifutball-játékos[51]
- Conrad Dobler, amerikaifutball-játékos[52]
- Dale Memmelaar, amerikaifutball-játékos[53]
- Darnell Clash, amerikaifutball-játékos[54]
- Derek Cooke, kosárlabdázó[55]
- Derrick Martin, amerikaifutball-játékos[56]
- Eric Leckner, kosárlabdázó[57]
- Fennis Dembo, kosárlabdázó[58]
- Frank Chesley, amerikaifutball-játékos[59]
- Gideon Ariel, atléta[60]
- Hayden Dalton, kosárlabdázó[61]
- Jack Weil, amerikaifutball-játékos[62]
- Jay Novacek, amerikaifutball-játékos[63]
- Jeff Huson, baseballjátékos[64]
- Jeron Roberts, kosárlabdázó[65]
- Jim Kiick, amerikaifutball-játékos[66]
- John Pilch, kosárlabdázó[67]
- Josh Allen, amerikaifutball-játékos[68]
- Josh Davis, kosárlabdázó[69]
- Justin Salas, birkózó[70]
- Justin Williams, kosárlabdázó[71]
- Ken Sailors, kosárlabdázó, a felugrás közbeni dobás kitalálója[72]
- Korey Jones, amerikaifutball-játékos[73]
- Larry Nance Jr., kosárlabdázó[74]
- Lloyd Eaton, amerikaifutball-edző[75]
- Malcom Floyd, amerikaifutball-játékos[76]
- Paul Fitzke, baseballjátékos[77]
- Rigo Beltrán, baseballjátékos[78]
- Scott Usher, úszó[79]
- Scottie Vines, amerikaifutball-játékos[80]
- Shakir Smith, kosárlabdázó[81]
- Ted Gilmore, amerikaifutball-edző[82]
- Theo Ratliff, amerikaifutball-játékos[83]
- Tony Windis, kosárlabdázó[84]
- Truett Smith, amerikaifutball-játékos[85]

### Egyéb
- Alvin Wiederspahn, ügyvéd[86]
- Carol Tomé, a UPS vezérigazgatója[87]
- Florence Arenberg, botanikus[88]
- Floyd Dominy, a vízhelyreállítási hivatal megbízottja[89]
- Gary E. Gibson, idegtudós[90]
- Gretchen Hofmann, ökológiaoktató[91]
- James G. Watt, a Reagan-kormány belügyminisztere[92]
- Jerry Buss, üzletember[93]
- Jillian Balow, wyomingi közoktatási felügyelő[94]
- John A. List, gazdasági oktató[95]
- Ken Pomeroy, sportelemző[96]
- Marlan Scully, fizikus[97]
- Peter Schoomaker, tábornok[98]
- Rick L. Edgeman, mérnök[99]
- Samuel C. Phillips, az Apollo-program és az NSA igazgatója[100]
- Susan Pamerleau, seriff[101]
- W. Edwards Deming, mérnök[102]

## Fordítás
- Ez a szócikk részben vagy egészben  a   List of University of Wyoming people című angol Wikipédia-szócikk ezen változatának fordításán alapul.  Az eredeti cikk szerkesztőit annak laptörténete sorolja fel. Ez a jelzés csupán a megfogalmazás eredetét és a szerzői jogokat jelzi, nem szolgál a cikkben szereplő információk forrásmegjelöléseként.